# 周篔
周篔（1623年－1687年），初名筠，字公貞，更字青士，別字當谷，浙江嘉興人。
生於明熹宗天啟三年（1623年），“遭乱，乃弃举子业不治，就市廛卖米”，在梅里（王店鎮）成為米商。詩擅五言律，亦精词律，與朱彝尊、王翬及朱彝玠等同遊攝山（今南京棲霞山）。因不善经商，改授徒为生。晚年上北京訪朱彝尊，因而誉满京城，人稱浙西诗人周青士。卒於清聖祖康熙二十六年（1687年）。著有《採山堂集》。